# Mesudiye (Datça)
Mesudiye ist ein ehemaliges Dorf im Landkreis Datça der Provinz Muğla in der Türkei. Es befindet sich an der Ägäisküste auf der Datça-Halbinsel, die im 21. Jahrhundert zunehmend stark vom Tourismus geprägt ist. In der Nähe von Mesudiye befinden sich mehrere große Meeresbuchten, die im Sommer von zahlreichen, vorwiegend türkischen Urlaubern zum Baden genutzt werden. Seit einer Gebietsreform 2014 ist Mesudiye kein Dorf mehr, sondern ein Ortsteil der Kreisstadt Datça, von deren Kernort Mesudiye etwa 12 Kilometer entfernt ist.
Der Mahalle Mesudiye hatte am Jahresende 2013 796 Einwohner, am Jahresende 2020 waren es schon 933 Einwohner.